# Pöhl
Pöhl è un comune tedesco di 2 436 abitanti della Sassonia, nel circondario del Vogtland. Sul territorio comunale si trova l'omonima diga, seconda nel Land per grandezza del bacino e terza per massa d'acqua da essa contenuta.